# 1453
Évszázadok: 14. század – 15. század – 16. század
Évtizedek: 1400-as évek – 1410-es évek – 1420-as évek – 1430-as évek – 1440-es évek – 1450-es évek – 1460-as évek – 1470-es évek – 1480-as évek – 1490-es évek – 1500-as évek
Évek: 1448 – 1449 – 1450 – 1451 –  1452 – 1453 – 1454 – 1455 – 1456 – 1457 – 1458

## Események
- január – V. László magyar király horvát-szlavón bánná nevezi ki Hunyadi Lászlót, majd Jiskra János zsoldosai ellen küldi.
- január - III. Frigyes német-római császár Ausztriát hercegségből főhercegségi rangra emeli.
- január 29. – V. László magyar király esküt tett az ország szabadságjogainak megtartására.
- május 29. – Az oszmán-törökök beveszik Konstantinápolyt, és átnevezik Isztambulra.[1] (A török terjeszkedés kezdete Európában.)
- július 17. – A castilloni csatában a francia sereg teljes vereséget mér a John Talbot vezette angol seregre, a csatában Talbot is elesik.[2]
- október 19. – A franciák visszafoglalják Bordeaux városát, véget vetve a százéves háborúnak.[2] Ezután francia földön már csak Calais marad angol kézen.

## Születések
- szeptember 1. – Gonzalo Fernández de Córdoba kasztíliai spanyol hadvezér († 1515).
- október 13. – Lancasteri Eduárd walesi herceg, VI. Henrik angol király egyetlen fia († 1471).
- Giuliano de’ Medici, Firenze uralkodója († 1478).
- Alfonso d’Albuquerque portugál tengernagy († 1515).
- Jacob Obrecht flamand zeneszerző, a németalföldi zenei iskola megújítója.

## Halálozások
- május 29. – XI. Konstantin, az utolsó bizánci császár (* 1404)